# Gaius Iulius Serenus
Gaius Iulius Serenus (vollständige Namensform Gaius Iulius Sexti filius Gai nepos Voltinia Serenus) war ein im 1. oder 2. Jahrhundert n. Chr. lebender Angehöriger des römischen Ritterstandes (Eques).
Durch vier Inschriften, die in Lugdunum Convenarum gefunden wurden, ist belegt, dass Serenus Kommandeur (Praefectus) der Ala VII Phrygum war.
Serenus war in der Tribus Voltinia eingeschrieben.